# Kayla Maisonet
Kayla Rose Maisonet (New York, 1999. június 20. –) amerikai színésznő.
Legismertebb alakítása Georgie Diaz volt A zűr közepén című sorozatban.

## Pályafutása
Első nagyobb szerepe a Disney Channel Az eb és a web című sorozatában volt. 2013-ban szerepelt A Hathaway kísértetlak című sorozatban. 2016 és 2018 között Georgie Diazt játszotta A zűr közepén című sorozatban. 2018 és 2019 között pedig a Speechless című sorozatban szerepelt.

## Filmográfia
| Év        | Magyar cím               | Eredeti cím                 | Szerep              | Megjegyzések                                        |
| --------- | ------------------------ | --------------------------- | ------------------- | --------------------------------------------------- |
| 2012–2015 | Az eb és a web           | Dog with a Blog             | Lindsay             | visszatérő szereplő (20 epizód)                     |
| 2013      | A Hathaway kísértetlak   | The Haunted Hathaways       | Lilly               | mellékszereplő magyar hangja Pekár Adrienn[forrás?] |
| 2015      |                          | Mulaney                     | tinilány            | 1 epizód                                            |
| 2016–2018 | A zűr közepén            | Stuck in the Middle         | Georgie Diaz        | főszereplő magyar hangja Koller Virág[forrás?]      |
| 2018      |                          | Crazy Ex-Girlfriend         | Vanessa Rodriguez   | 1 epizód                                            |
| 2018–2019 |                          | Speechless                  | Izzy                | visszatérő szereplő (9 epizód)                      |
| 2021      | Egy leendő elnök naplója | Diary of a Future President | Stephanie MacKenzie | 1 epizód                                            |

## Díjak és jelölések
| Év   | Díj                | Kategória                                                 | Jelölt mű      | Eredmény |
| ---- | ------------------ | --------------------------------------------------------- | -------------- | -------- |
| 2013 | Young Artist Award | Legjobb alakítás sorozatban – visszatérő fiatal színésznő | Az eb és a web | Jelölve  |
| 2014 | Young Artist Award | Legjobb alakítás sorozatban – visszatérő fiatal színésznő | Az eb és a web | Elnyerte |